# Mianyang
Mianyang (綿陽T, 绵阳S, MiányángP, Mien-yangW) è una città-prefettura della Cina nella provincia del Sichuan.